# Joseph Aspdin
Joseph Aspdin (Leeds, dezembro de 1778 – Wakefield, 20 de março de 1855) foi um empresário e fabricante de cimento do Reino Unido que obteve a patente do cimento Portland em 21 de outubro de 1824.

## Vida
Aspdin (ou Aspden) era o mais velho dos seis filhos de Thomas aspdin, um pedreiro que vivia no distrito de Hunslet, Leeds, Yourkshire. Ele foi batizado no dia de Natal, em 1778. Ele seguiu o ofício do pai, e casou com Mary Fotherby na Igreja Paroquial Leeds (a Igreja Paroquial de São Pedro em Leeds) em 21 de maio de 1881.
Em 1817 ele tinha seu próprio negócio no centro de Leeds. Ele deve ter feito experiência na manufatura do cimento nos anos seguintes, porque em 21 de outubro de 1824 ele recebeu a Patente Britânica BP 5022 intitulada An Improvement in the Mode of Producing an Artificial Stone ("Um Melhoramento na Forma de Produzir uma Pedra Artificial", em tradução livre), no qual ele cunhou o termo "cimento Portland", em analogia à pedra Portland, um calcário oolítico que é extraído na costa do canal da Inglaterra, na Ilha de Portland em Dorset.
Logo após, em 1825, em parceria com um vizinho de Leeds, William Beverley, ele construiu uma planta de produção do novo produto em Kirkgate, Wakefield. Beverley permaneceu em Leeds, mas Aspdin e sua família mudaram-se para Wakefield, a cerca de 14 quilômetros dali. Ele obteve então uma segunda patente para um método para fazer cal, em 1825. A planta de Kirkgate foi fechada em 1838 após a aquisição compulsória da terra pela Compania de Trens Manchester e Leeds, e o local foi limpo. Ele moveu seu equipamento para um segundo local próximo em Kirkgate.
Por esta época seu filho mais velho estava trabalhando como contador em Leeds, e seu filho mais jovem, William, estava gerenciando a planta. Entretanto, em 1841, Joseph fez uma parceria com James, e publicou um aviso que William havia deixado, e que a companhia não seria mais responsável por suas dívidas, declarando "eu acho correto avisar que meu antigo agente, William Aspdin, não é mais meu empregado, e que ele não está autorizado a receber qualquer dinheiro, ou contrair qualquer dívida em meu nome or em nome da nova firma."
Em 1843 William estabeleceu sua própria planta em Rotherhithe, próximo a Londres. Ali ele introduziu um cimento novo e bem mais forte, usando uma receita modificada para a fabricação do cimento, o primeiro cimento Portland "moderno". Em 1844 Joseph aposentou-se transferindo sua parte do negócio a James. James mudou-se para um terceiro local em Ings Road, em 1848, e sua planta continuou em operação até 1900. Joseph Aspdin faleceu em 20 de março de 1855, em sua residência em Wakefield.

## Patente
O texto da patente concedida a Joseph Asdin é o seguinte:
TO ALL TO WHOM THESE PRESENTS SHALL COME, I, Joseph Aspdin, of Leeds, in the County of York, Bricklayer, send greeting. WHEREAS His present most Excellent Majesty King George the Fourth, by His Letters Patent under the Great Seal of Great Britain, bearing date at Westminster, the Twenty-first day of October, in the fifth year of His reign, did, for Himself, His heirs and successors, give and grant unto me, the said Joseph Aspdin, His special licence, that I, the said Joseph Aspdin, my exors, admors, and assigns, should at any time agree with, and no others, from time to time at all time during the term of years therein expressed, should and lawfully might make, use, exercise, and vend, within England, Wales and the Town of Berwick-upon-Tweed, my invention of "AN IMPROVEMENT IN THE MODE OF PRODUCING AN ARTIFICIAL STONE;" in which said Letters Patent there is contained a proviso obliging me, said Joseph Aspdin, by an instrument in writing under my hand and seal, particularly to describe and ascertain the nature of my said invention, and in what manner the same is to be performed, and to cause the same to be inrolled in his Majesty's High Court of Chancery within two calendar months next and immediately after the date of the said part recited Letters Patent (as in and by the same), reference being thereunto had, will more fully and at large appear.
NOW KNOW YE, that in compliance with the said proviso, I, the said Joseph Aspdin, do hereby declare the nature of my said Invention, and the manner in which the same is to be performed, are particularly described and ascertained in the following description thereof (that is to say):
My method of making a cement or artificial stone for stuccoing buildings, waterworks, cisterns, or any other purpose to which it may be applicable (and which I call Portland cement) is as follows:- I take a specific quantity of limestone, such as that generally used for making or repairing roads, and I take it from the roads after it is reduced to a puddle or powder; but if I cannot procure a sufficient quantity of the above from the roads, I obtain the limestone itself, and I cause the puddle or powder, or the limestone, as the case may be, to be calcined. I then take a specific quantity of argillaceous earth or clay, and mix them with water to a state approaching impalpability, either by manual labour or machinery. After this proceeding I put the above mixture into a slip pan for evaporation, either by heat of the sun or by submitting it to the action of fire or steam conveyed in flues or pipe under or near the pan till the water is entirely evaporated. Then I brake the said mixture into suitable lumps and calcine them in a furnace similar to a lime kiln till the carbonic acid is entirely expelled. The mixture so calcined is to be ground, beat, or rolled to a fine powder, and is then in a fit state for making cement or artificial stone. This powder is to be mixed with a sufficient quantity of water to bring it into the consistency of mortar, and thus applied to the purposes wanted.
In witness whereof, I, the said Joseph Aspdin, have hereunto set my hand seal, this Fifteenth day of December, in the year of our Lord One thousand eight hundred and twenty-four.
Signed: Joseph Aspdin
AND BE IT REMEMBERED, that on the Fifteenth day of December, in the year of our Lord 1824, and aforesaid Joseph Aspdin came before our said Lord the King in His Chancery, and acknowledged the Specification aforesaid, and all and every thing therein contained and specified, in form above written. And also the Specification aforesaid was stamped according to the tenor of the statute made for that purpose.
Inrolled the Eighteenth day of December, in the year of our Lord One thousand eight hundred and twenty-four.

## Implicações da Patente
Aspdin chamou o produto de cimento Portland por que o concreto feito com o emsmo parecia com "a melhor pedra Portland". A pedra Portland era a pedra mais famosa em uso na construção Inglaterra naquela época. A patente claramente não descreve o produto que é hoje conhecido como cimento Portland. O produto tinha como alvo o mercado para estuque e pré-moldados arquiteturais, para o qual um cimento de secagem rápida e não muito forte era necessário. Ele era feito a baixas temperaturas (abaixo de 1250 °C) e portanto não contém alite.
O produto percente à categoria de "cimentos artificiais" que foram desenvolvidos para competir com o cimento Romano de Parker, e era similar ao que foi desenvolvido bem antes por James Frost. O processo descrito é um processo de "dupla queima" no qual o calcário é queimado sozinho primeiro, então esmagado, misturado com argila, e queimado novamente. Esta era a prática comum para fabricantes de cimento Portland e Artificial, quando só havia calcário disponível. A tecnologia para moagem da época consistia em mós chatas, e era mais econômico triturar o calcário por queima e fragmentação que por moagem.
O calcáreo que ele usou era o calcáreo Pennine Carboniferous da área, que era usado para pavimentar as cidades e nas rodovias pedagiádas. A prática característica da patente (e da sua patente de cal) era o uso de "restos da estrada" como matéria prima. Ele dizia que se não estivessem disponíveis ele obtinha "o próprio calcário". É importante notar que Joseph Aspdin foi processado duas vezes por escavar os blocos de pavimentação das ruas locais. O fronecimento de calcário era um dos problemas principais de Aspdin antes que a pedra pudesse ser transportada por trem.
A inovação de seu filho William era fazer uma mistura com uma fração maior de calcário, queimar a temperatura mais alta usando mais combustível, e moer o material do cimento empedrado, o que aumentava o desgaste na moagem. Entretanto, William não tentou registrar uma patente de seu processo modificado, e em algumas oportunidades alegou ser patente de seu pai. Em 1848 ele se mudou para o sul, para Northfleet, em Kent, onde havia fornecimento inexaurível de cal disponível. Um histórico de "erros financeiros" e negócios questionáveis sugeriram que William fosse inepto e desonesto. De qualquer forma, ele recebe o crédito da criação da indústria moderna de cimento Portland.